# Ichneumon striatus
Ichneumon striatus is een vliesvleugelig insect (orde Hymenoptera) uit de familie van de gewone sluipwespen (Ichneumonidae). De wetenschappelijke naam van de soort werd in 1790 gepubliceerd door Johann Friedrich Gmelin op pagina 2703 van de dertiende druk van Linnaeus' Systema naturae. Op pagina 2721 van hetzelfde werk gebruikte hij dezelfde naam nogmaals voor een andere soort. Die kreeg in 2016 het nomen novum Ichneumon johnsonae.